# Bad Mergentheim
Bad Mergentheim is een plaats in de Duitse deelstaat Baden-Württemberg, gelegen in het Main-Tauber-Kreis. De stad telt 24.034 inwoners.

## Geografie
Bad Mergentheim heeft een oppervlakte van 129,97 km² en ligt in het zuidwesten van Duitsland.

### Deelgemeenten
Mergentheim, Althausen (596), Apfelbach mit Apfelhof (351), Dainbach (373), Edelfingen (1357), Hachtel (357), Herbsthausen (195), Löffelstelzen (1000), Markelsheim (1986), Neunkirchen (790), Rengershausen (484), Rot (263), Stuppach (683), Wachbach (1304)

## Geschiedenis
- Zie meesterdom Mergentheim

## Attracties
- Deutschordenschloss
- Deutschordensmuseum
- Kurpark
- Wildpark

### Kerk
- Schlosskirche
- St. Johannes Baptist
- Marienkirche
- St. Maria Hilf

### Musea
- Deutschordensmuseum
- Münsterschatz

## Stedenbanden
- Digne-les-Bains, Frankrijk
- Sainte-Marie-du Mont, Frankrijk
- Isawa, Japan
- Borgomanero, Italië

## Geboren
- Georg Michael Pachtler (1825), jezuïtisch geestelijke en auteur
- Martin Lanig (1984), voetballer
- Atilla Yıldırım (1987), voetballer

## Bekende inwoners[1]
- Eduard Mörike (Ludwigsburg, 8 september 1804 — Stuttgart, 4 juni 1875), dichter, 1844-1851 gewoond in Bad Mergentheim

Ahorn ·
Assamstadt ·
Bad Mergentheim ·
Boxberg ·
Creglingen ·
Freudenberg ·
Großrinderfeld ·
Grünsfeld ·
Igersheim ·
Königheim ·
Külsheim ·
Lauda-Königshofen ·
Niederstetten ·
Tauberbischofsheim ·
Weikersheim ·
Werbach ·
Wertheim ·
Wittighausen